# Rampur Naikin
Rampur Naikin là một thị xã và là một nagar panchayat của quận Sidhi thuộc bang Madhya Pradesh, Ấn Độ.

## Nhân khẩu
Theo điều tra dân số năm 2001 của Ấn Độ, Rampur Naikin có dân số 9901 người. Phái nam chiếm 52% tổng số dân và phái nữ chiếm 48%. Rampur Naikin có tỷ lệ 54% biết đọc biết viết, thấp hơn tỷ lệ trung bình toàn quốc là 59,5%: tỷ lệ cho phái nam là 65%, và tỷ lệ cho phái nữ là 42%. Tại Rampur Naikin, 18% dân số nhỏ hơn 6 tuổi.